# Djup reaktiv jonetsning
Djup reaktiv jonetsning (DRIE från engelskans deep reactive-ion etching), i sin vanligaste variant även känd som Bosch-processen, är en teknik för etsning av kisel som möjliggör vertikala hålväggar, även för relativt djupt etsade hål. Inom mikroteknologi används etsning vanligen för att överföra mönster, vanligen från en mask av fotoresist till ett substrat, vanligen bestående av kisel. Tidigare liknande (plasma-baserade) etsningstekniker erbjöd ingen möjlighet att förhindra etsning i sidoled, dvs. lateral etsning. Lateral etsning innebär att mönsteröverföringens upplösning begränsas vid djupare etsning. För utveckling av mikroelektromekaniska system (MEMS) så skulle detta innebära en stor begränsning, eftersom små men relativt djupt etsade detaljer, dvs. strukturer med så kallad hög aspektkvot, inte skulle kunna skapas. Bosch-processen, som utvecklades i början av 1990-talet för just MEMS-produktion, innebar en avsevärd förbättring i och med att lateral etsning helt kunde förhindras. Därmed möjliggjordes en mycket god mönsteröverföring även vid djup etsning. Processen förblir än i dag en standardprocess inom mikrofabrikation. Värt att notera är att tekniken också nått stort genomslag för skapandet av högdensitetskondensatorer för dynamiska minnen och nyligen även för skapandet av genom-kiselkontakter (TSV) vilket används vid avancerad flernivåpaketering (Package-on-Package).
Även om Bosch-processen är den enda erkända produktionstekniken, så finns det ytterligare en teknik för höghastighets-DRIE, nämligen kryogenska etsningsprocesser. Både Bosch-processen och kryoprocesser kan skapa 90-gradiga (vertikala) väggar, men ofta är väggarna något sluttande, t.ex. 88° eller 92°.
Ett nyckelmoment i DRIE är passiveringen av sidoväggarna: SiOxFy funktionella grupper (som härstammar från svavelhexafluorid och syrebaserade etsningsgaser) kondenseras på sidoväggarna och skyddar dem från lateral etsing. Genom att kombinera detta moment med ett etsningsmoment kan djupa, helt vertikala strukturer skapas. 

## Bosch-processen

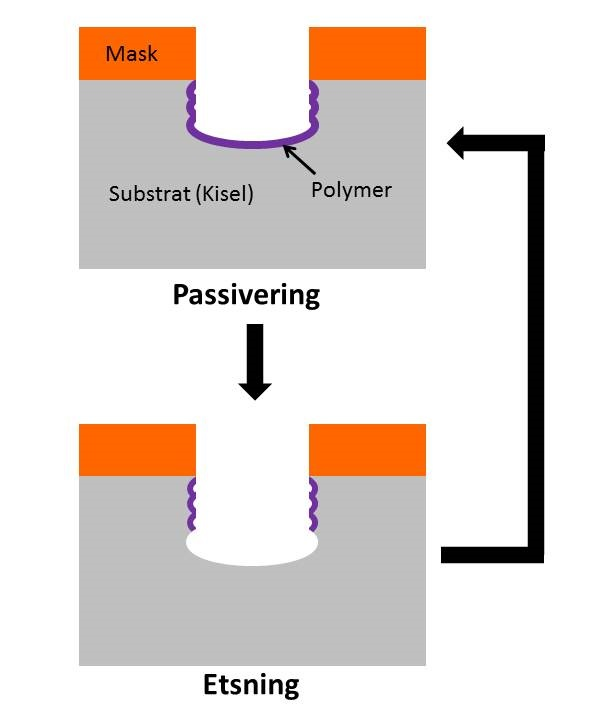
Bosch-processens alternerande steg: passivering och etsning.

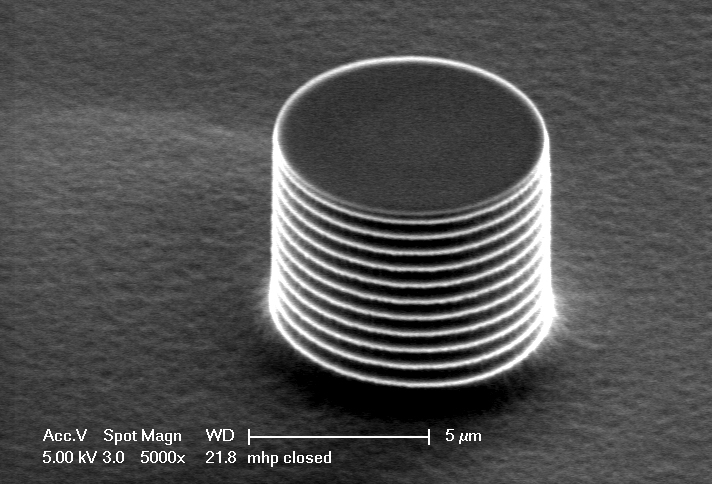
En mikropelare av kisel skapad med hjälp av Bosch-processen

Bosch-processen, som fått sitt namn från det tyska företaget Robert Bosch GmbH som patenterade processen, är också känd som pulserad eller tidsmultiplexad etsning; detta då den upprepningsvis alternerar mellan två moder för att uppnå vertikala strukturer.
1. En typisk, nästan isotropisk plasma-etsning. Plasman innehåller joner som attackerar substratet i (nära) vertikal riktning. Svavelhexafluorid [SF6] används ofta vid etsning av kisel.
2. Beläggning med ett kemiskt inert passiveringslager. Till exempel används C4F8 (Oktafluorocyklobutan) som reaktionsgas vilket ger en lager som liknar teflon.

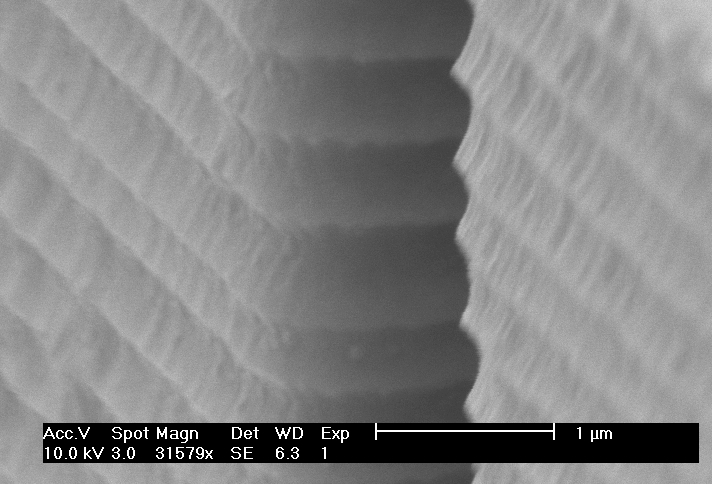
Undulerande sidovägg av en kiselstruktur skapad till följd av Bosch-processen

Varje fas varar i flera sekunder. Passiveringslagret skyddar hela substratet från kemiska attacker och förhindrar etsningen från att fortgå. Under etsningsfasen attackerar de direktionellt infallande jonerna passiveringslagret på gravens botten, men inte på dess sidoväggar. Kollisionerna leder till att fragment av passiveringslagret slås bort, som under sputtring, och till följd av detta exponeras det underliggande substratsytan för kemiska attacker.
Dessa etsnings- och beläggningssteg upprepas flera gånger om, vilket resulterar i ett stort antal mycket små isotropa etsningssteg sker endast vid gravarnas bottnar. För att etsa igenom en 0.5 mm tjock kiselwafer, krävs som exempel runt 100–1000 repetitioner, beroende på vilka parametrar som används. Tvåfasprocessen leder till att sidoväggarna undulerar med en amplitud runt 100–500 nm. Cykeltiden kan justeras: korta cykler ger jämnare väggar; längre cykler ger en högre etsningshastighet.

## Den kryogenska processen
Vid kryogensk DRIE kyls wafern till −110 °C (163 K). Den låga temperaturen bromsar upp den kemiska reaktion som ger upphov till isotrop etsning. Joner fortsätter dock att bombardera alla uppåtriktade ytor vilket leder till etsning. Denna process ger upphov till gravar med väldigt vertikala sidoväggar. Applicerbarheten hos kryo-DRIE är dock begränsad eftersom vanligen använda substratmasker tenderar att spricka till följd av termisk stress, samt att processens biprodukter tenderar att belägga näraliggande kalla ytor, dvs. substratet eller elektroden. En fördel i synnerhet för produktion av nanostrukturer är dock att de undulerande sidoväggarna, som är typiska för Bosch-processen, undviks helt vid kryogensk etsning. 

## Tillämpningar
Etsningsdjupet anpassas till tillämpningsområdet:
- i DRAM-minneskretsar används vanligen kapacitansgravar med ett djup omkring 10–20 µm,
- inom MEMS används DRIE för djup från ett fåtal mikrometer upp till 0.5 mm.

Det som utmärker DRIE från RIE är etsningsdjupet. I praktiken är RIE (som används för produktion av integrerade kretsar) begränsat till runt 10 µm med en etsningshastighet kring 1 µm/min. DRIE tillåter en mycket djupare etsning, det vill säga utan svårighet upp till 600 µm eller mer, med en etsningshastighet upp till 20 µm/min eller mer.